# Maranta coriacea
Maranta coriacea là một loài thực vật có hoa trong họ Marantaceae. Loài này được S.Vieira & V.C.Souza mô tả khoa học đầu tiên năm 2008.